# 欧洲E3公路
欧洲E3公路（E3）是欧洲的一条国际公路，全程均在法国，起点为瑟堡-奥克特维尔，终点为拉罗歇尔，全长约459公里。

## 线路
欧洲E3公路穿过以下主要城市：

- 法国：瑟堡-奥克特维尔 - 卡朗唐 - 圣洛 - 雷恩 - 南特 -  拉罗歇尔